# NGC 5835
NGC 5835 ist eine 14,4 mag helle Spiralgalaxie vom Hubble-Typ Sa im Sternbild Bärenhüter nördlich des Himmelsäquators, die schätzungsweise 363 Millionen Lichtjahre von der Milchstraße entfernt ist. 
Das Objekt wurde am 23. April 1887 von Lewis A. Swift entdeckt.